# Spermophilus
I citelli (Spermophilus F. Cuvier, 1825; syn.: Citellus) sono un genere di scoiattoli di terra diffuso in Eurasia con 15 specie. Per molto tempo in questo genere veniva classificato anche un gran numero di specie presenti in America settentrionale; tuttavia, dopo una revisione tassonomica sulla base di dati morfologici e molecolari, queste ultime sono state ripartite in otto generi distinti.

## Descrizione
La maggior parte dei citelli è marrone o grigia sulle parti superiori e bianca su quelle inferiori. Molte specie presentano un mantello striato o macchiato. La coda è relativamente corta, così come le zampe. La testa ha la tipica forma a cuneo e presenta tasche guanciali estensibili per riporre il cibo. La lunghezza testa-corpo varia tra 13 e 40 cm, la lunghezza della coda tra 4 e 25 cm e il peso tra 85 g e 1 kg, a seconda della specie.
Le specie di questo genere hanno un solo incisivo foggiato a scalpello per emimascella superiore, strettamente unito all'altro, a cui segue uno spazio tra i denti (diastema). Seguono due premolari e tre molari. Al contrario, sulla mascella inferiore vi è un solo premolare per lato. Complessivamente questi animali hanno 22 denti.

## Distribuzione e habitat
L'areale dei citelli si estende in Eurasia dall'Austria orientale, attraverso l'Asia centrale e la Siberia, fino alla Mongolia. Occupano tutti i tipi di habitat aperti, cioè steppe, semideserti, tundre, terreni rocciosi e catene montuose aride. Si incontrano anche ai margini delle foreste e nelle boscaglie, ma sono del tutto assenti dalle foreste fitte.
In Europa vivono solo due specie di citello: il citello comune e il souslik. Il primo era un tempo diffuso anche in Germania; un programma di reintroduzione nei Monti Metalliferi orientali della Sassonia, vicino al confine ceco, ha avuto luogo nel 2006 all'interno di una struttura protetta coperta. Questa azione è stata realizzata dall'associazione regionale BUND della Sassonia. I souslik sono presenti localmente nelle steppe, nelle foreste, nei pascoli e nei terreni incolti dell'Europa orientale, più precisamente in Russia, Polonia (voivodato di Lublino) e Romania.

## Biologia

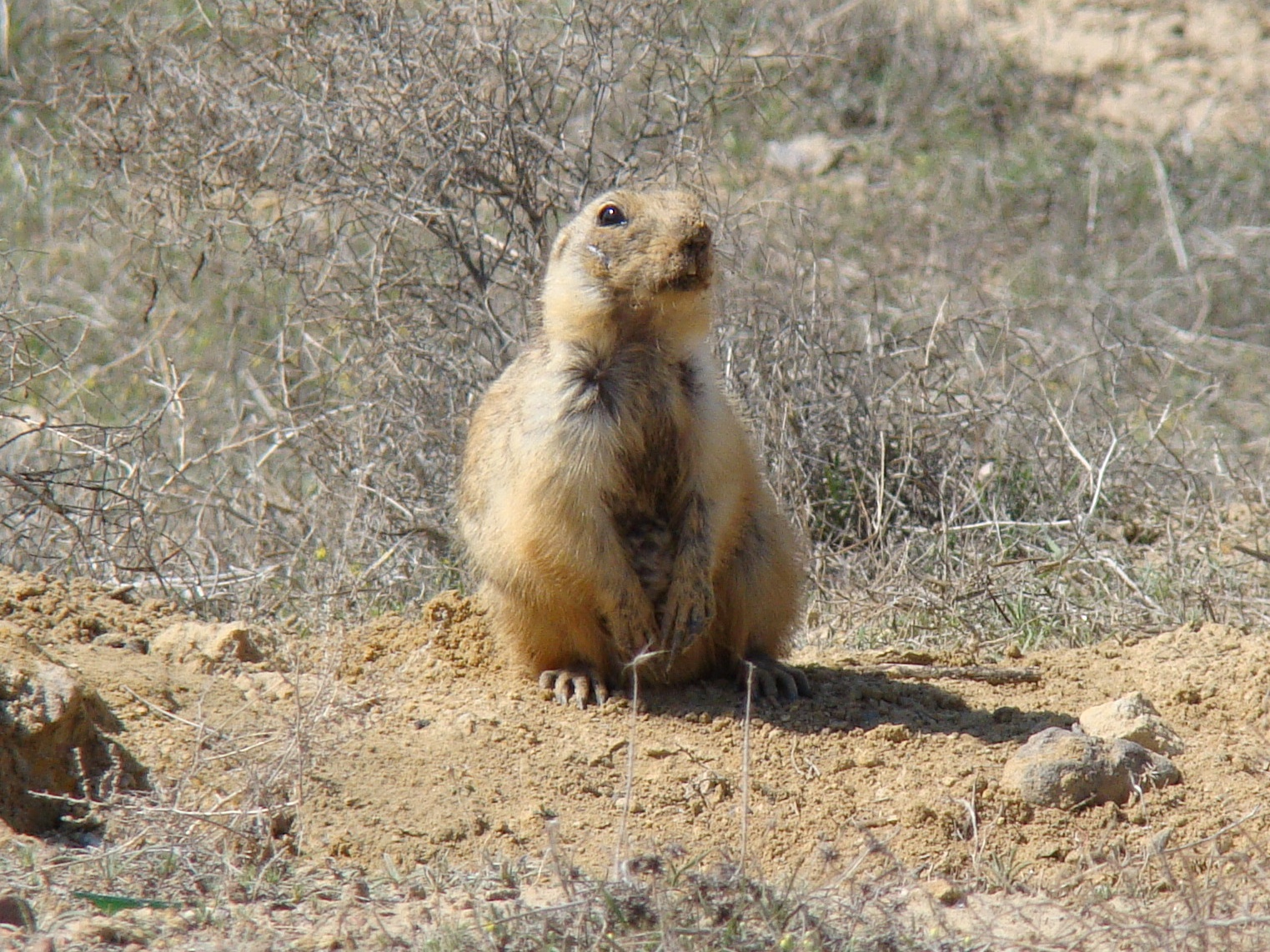
Citello giallo (Spermophilus fulvus).

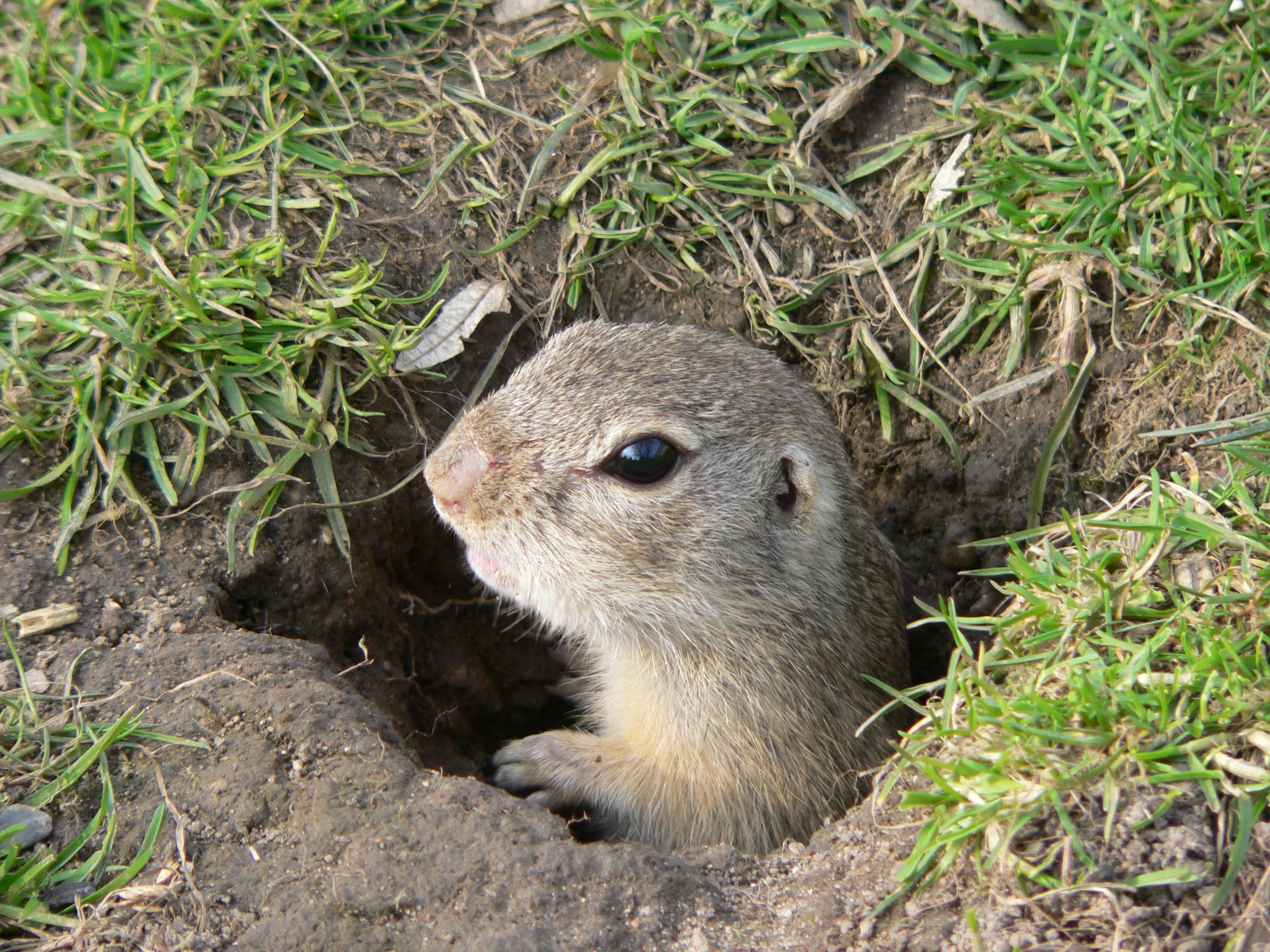
Citello comune.

I citelli vivono in due tipi diversi di gallerie: tane permanenti, in cui trascorrono la notte o il letargo e partoriscono e allevano i piccoli, e strutture riparate temporanee che fungono loro da rifugio a breve termine. Ogni struttura ha un corridoio principale e diversi corridoi laterali, nonché camere di nidificazione e camere secondarie. I rifugi vengono abbandonati durante il giorno per andare in cerca di cibo. I citelli si nutrono principalmente di semi, ma anche di radici, tuberi, bulbi e parti verdi delle piante. Nemmeno gli invertebrati come gli insetti vengono disdegnati. Alla fine dell'estate accumulano una scorta di cibo nelle tane. Dopo che l'ingresso della tana è stato chiuso con terra, vanno in letargo per diversi mesi da settembre a marzo dell'anno successivo, dal quale si svegliano di tanto in tanto. Secondo alcuni ricercatori, è così che i citelli e altri roditori attivano il loro sistema immunitario sempre di più. In questo modo, sono in grado di tenere a bada agenti patogeni come i colibatteri o la salmonella, che potrebbero altrimenti moltiplicarsi nel corpo degli animali in letargo in modo incontrollato e diventare un pericolo mortale.
I maschi di citello sono territoriali e allontanano i congeneri dalle vicinanze della propria tana. Le femmine vivono nei territori dei maschi e non difendono alcun territorio. Così facendo i maschi di alcune specie costituiscono attorno a sé un harem; tuttavia, i legami sociali sono pochi, tanto che non si può parlare di una vera e propria colonia. Le tane delle femmine vengono trasferite alle figlie, mentre i maschi vengono scacciati non appena raggiungono la maturità sessuale. Se non riescono a stabilire un proprio territorio, devono riuscire a sopravvivere nelle zone di confine tra i territori di altri citelli, dove le condizioni sono sfavorevoli e cadono facilmente vittima dei predatori.
L'accoppiamento ha luogo una sola volta all'anno, tra marzo e maggio, circa una o due settimane dopo aver lasciato i quartieri invernali. Ogni femmina di citello dà alla luce da 2 a 15 piccoli, con una dimensione media della cucciolata compresa tra quattro e nove piccoli a seconda della specie. Alla nascita i piccoli pesano circa 10 g. Raggiungono la maturità sessuale all'età di undici mesi. Generalmente i maschi vivono in media meno di sei anni, contro gli undici anni delle femmine, a causa degli stress provocati dalla difesa del territorio e del dispendio di energie che questa comporta.

## Tassonomia
|  | Notocitellus                        |
|  |                                     |
|  | Citelli antilope (Ammospermophilus) |
|  |                                     |

|  | Otospermophilus   |
|  |                   |
|  | Callospermophilus |
|  |                   |

|  | Citello di Franklin (Poliocitellus franklinii)                                     |
|  |                                                                                    |
|  | \| \| Cani della prateria (Cynomys) \| \| \| \| \| \| Xerospermophilus \| \| \| \| |
|  |                                                                                    |
|  | Cani della prateria (Cynomys)                                                      |
|  |                                                                                    |
|  | Xerospermophilus                                                                   |
|  |                                                                                    |

|  | Cani della prateria (Cynomys) |
|  |                               |
|  | Xerospermophilus              |
|  |                               |

|  | Citello di Franklin (Poliocitellus franklinii)                                     |
|  |                                                                                    |
|  | \| \| Cani della prateria (Cynomys) \| \| \| \| \| \| Xerospermophilus \| \| \| \| |
|  |                                                                                    |
|  | Cani della prateria (Cynomys)                                                      |
|  |                                                                                    |
|  | Xerospermophilus                                                                   |
|  |                                                                                    |

|  | Cani della prateria (Cynomys) |
|  |                               |
|  | Xerospermophilus              |
|  |                               |

|  | Citello di Franklin (Poliocitellus franklinii)                                     |
|  |                                                                                    |
|  | \| \| Cani della prateria (Cynomys) \| \| \| \| \| \| Xerospermophilus \| \| \| \| |
|  |                                                                                    |
|  | Cani della prateria (Cynomys)                                                      |
|  |                                                                                    |
|  | Xerospermophilus                                                                   |
|  |                                                                                    |

|  | Cani della prateria (Cynomys) |
|  |                               |
|  | Xerospermophilus              |
|  |                               |

|  | Citello di Franklin (Poliocitellus franklinii)                                     |
|  |                                                                                    |
|  | \| \| Cani della prateria (Cynomys) \| \| \| \| \| \| Xerospermophilus \| \| \| \| |
|  |                                                                                    |
|  | Cani della prateria (Cynomys)                                                      |
|  |                                                                                    |
|  | Xerospermophilus                                                                   |
|  |                                                                                    |

|  | Cani della prateria (Cynomys) |
|  |                               |
|  | Xerospermophilus              |
|  |                               |

|  | Citello di Franklin (Poliocitellus franklinii)                                     |
|  |                                                                                    |
|  | \| \| Cani della prateria (Cynomys) \| \| \| \| \| \| Xerospermophilus \| \| \| \| |
|  |                                                                                    |
|  | Cani della prateria (Cynomys)                                                      |
|  |                                                                                    |
|  | Xerospermophilus                                                                   |
|  |                                                                                    |

|  | Cani della prateria (Cynomys) |
|  |                               |
|  | Xerospermophilus              |
|  |                               |

|  | Citello di Franklin (Poliocitellus franklinii)                                     |
|  |                                                                                    |
|  | \| \| Cani della prateria (Cynomys) \| \| \| \| \| \| Xerospermophilus \| \| \| \| |
|  |                                                                                    |
|  | Cani della prateria (Cynomys)                                                      |
|  |                                                                                    |
|  | Xerospermophilus                                                                   |
|  |                                                                                    |

|  | Cani della prateria (Cynomys) |
|  |                               |
|  | Xerospermophilus              |
|  |                               |

|  | Citello di Franklin (Poliocitellus franklinii)                                     |
|  |                                                                                    |
|  | \| \| Cani della prateria (Cynomys) \| \| \| \| \| \| Xerospermophilus \| \| \| \| |
|  |                                                                                    |
|  | Cani della prateria (Cynomys)                                                      |
|  |                                                                                    |
|  | Xerospermophilus                                                                   |
|  |                                                                                    |

|  | Cani della prateria (Cynomys) |
|  |                               |
|  | Xerospermophilus              |
|  |                               |

|  | Citello di Franklin (Poliocitellus franklinii)                                     |
|  |                                                                                    |
|  | \| \| Cani della prateria (Cynomys) \| \| \| \| \| \| Xerospermophilus \| \| \| \| |
|  |                                                                                    |
|  | Cani della prateria (Cynomys)                                                      |
|  |                                                                                    |
|  | Xerospermophilus                                                                   |
|  |                                                                                    |

|  | Cani della prateria (Cynomys) |
|  |                               |
|  | Xerospermophilus              |
|  |                               |

|  | Citello di Franklin (Poliocitellus franklinii)                                     |
|  |                                                                                    |
|  | \| \| Cani della prateria (Cynomys) \| \| \| \| \| \| Xerospermophilus \| \| \| \| |
|  |                                                                                    |
|  | Cani della prateria (Cynomys)                                                      |
|  |                                                                                    |
|  | Xerospermophilus                                                                   |
|  |                                                                                    |

|  | Cani della prateria (Cynomys) |
|  |                               |
|  | Xerospermophilus              |
|  |                               |

|  | Citello di Franklin (Poliocitellus franklinii)                                     |
|  |                                                                                    |
|  | \| \| Cani della prateria (Cynomys) \| \| \| \| \| \| Xerospermophilus \| \| \| \| |
|  |                                                                                    |
|  | Cani della prateria (Cynomys)                                                      |
|  |                                                                                    |
|  | Xerospermophilus                                                                   |
|  |                                                                                    |

|  | Cani della prateria (Cynomys) |
|  |                               |
|  | Xerospermophilus              |
|  |                               |

|  | Citello di Franklin (Poliocitellus franklinii)                                     |
|  |                                                                                    |
|  | \| \| Cani della prateria (Cynomys) \| \| \| \| \| \| Xerospermophilus \| \| \| \| |
|  |                                                                                    |
|  | Cani della prateria (Cynomys)                                                      |
|  |                                                                                    |
|  | Xerospermophilus                                                                   |
|  |                                                                                    |

|  | Cani della prateria (Cynomys) |
|  |                               |
|  | Xerospermophilus              |
|  |                               |

|  | Citello di Franklin (Poliocitellus franklinii)                                     |
|  |                                                                                    |
|  | \| \| Cani della prateria (Cynomys) \| \| \| \| \| \| Xerospermophilus \| \| \| \| |
|  |                                                                                    |
|  | Cani della prateria (Cynomys)                                                      |
|  |                                                                                    |
|  | Xerospermophilus                                                                   |
|  |                                                                                    |

|  | Cani della prateria (Cynomys) |
|  |                               |
|  | Xerospermophilus              |
|  |                               |

|  | Citello di Franklin (Poliocitellus franklinii)                                     |
|  |                                                                                    |
|  | \| \| Cani della prateria (Cynomys) \| \| \| \| \| \| Xerospermophilus \| \| \| \| |
|  |                                                                                    |
|  | Cani della prateria (Cynomys)                                                      |
|  |                                                                                    |
|  | Xerospermophilus                                                                   |
|  |                                                                                    |

|  | Cani della prateria (Cynomys) |
|  |                               |
|  | Xerospermophilus              |
|  |                               |

|  | Citello di Franklin (Poliocitellus franklinii)                                     |
|  |                                                                                    |
|  | \| \| Cani della prateria (Cynomys) \| \| \| \| \| \| Xerospermophilus \| \| \| \| |
|  |                                                                                    |
|  | Cani della prateria (Cynomys)                                                      |
|  |                                                                                    |
|  | Xerospermophilus                                                                   |
|  |                                                                                    |

|  | Cani della prateria (Cynomys) |
|  |                               |
|  | Xerospermophilus              |
|  |                               |

|  | Citello di Franklin (Poliocitellus franklinii)                                     |
|  |                                                                                    |
|  | \| \| Cani della prateria (Cynomys) \| \| \| \| \| \| Xerospermophilus \| \| \| \| |
|  |                                                                                    |
|  | Cani della prateria (Cynomys)                                                      |
|  |                                                                                    |
|  | Xerospermophilus                                                                   |
|  |                                                                                    |

|  | Cani della prateria (Cynomys) |
|  |                               |
|  | Xerospermophilus              |
|  |                               |

|  | Citello di Franklin (Poliocitellus franklinii)                                     |
|  |                                                                                    |
|  | \| \| Cani della prateria (Cynomys) \| \| \| \| \| \| Xerospermophilus \| \| \| \| |
|  |                                                                                    |
|  | Cani della prateria (Cynomys)                                                      |
|  |                                                                                    |
|  | Xerospermophilus                                                                   |
|  |                                                                                    |

|  | Cani della prateria (Cynomys) |
|  |                               |
|  | Xerospermophilus              |
|  |                               |

|  | Otospermophilus   |
|  |                   |
|  | Callospermophilus |
|  |                   |

|  | Citello di Franklin (Poliocitellus franklinii)                                     |
|  |                                                                                    |
|  | \| \| Cani della prateria (Cynomys) \| \| \| \| \| \| Xerospermophilus \| \| \| \| |
|  |                                                                                    |
|  | Cani della prateria (Cynomys)                                                      |
|  |                                                                                    |
|  | Xerospermophilus                                                                   |
|  |                                                                                    |

|  | Cani della prateria (Cynomys) |
|  |                               |
|  | Xerospermophilus              |
|  |                               |

|  | Citello di Franklin (Poliocitellus franklinii)                                     |
|  |                                                                                    |
|  | \| \| Cani della prateria (Cynomys) \| \| \| \| \| \| Xerospermophilus \| \| \| \| |
|  |                                                                                    |
|  | Cani della prateria (Cynomys)                                                      |
|  |                                                                                    |
|  | Xerospermophilus                                                                   |
|  |                                                                                    |

|  | Cani della prateria (Cynomys) |
|  |                               |
|  | Xerospermophilus              |
|  |                               |

|  | Citello di Franklin (Poliocitellus franklinii)                                     |
|  |                                                                                    |
|  | \| \| Cani della prateria (Cynomys) \| \| \| \| \| \| Xerospermophilus \| \| \| \| |
|  |                                                                                    |
|  | Cani della prateria (Cynomys)                                                      |
|  |                                                                                    |
|  | Xerospermophilus                                                                   |
|  |                                                                                    |

|  | Cani della prateria (Cynomys) |
|  |                               |
|  | Xerospermophilus              |
|  |                               |

|  | Citello di Franklin (Poliocitellus franklinii)                                     |
|  |                                                                                    |
|  | \| \| Cani della prateria (Cynomys) \| \| \| \| \| \| Xerospermophilus \| \| \| \| |
|  |                                                                                    |
|  | Cani della prateria (Cynomys)                                                      |
|  |                                                                                    |
|  | Xerospermophilus                                                                   |
|  |                                                                                    |

|  | Cani della prateria (Cynomys) |
|  |                               |
|  | Xerospermophilus              |
|  |                               |

|  | Citello di Franklin (Poliocitellus franklinii)                                     |
|  |                                                                                    |
|  | \| \| Cani della prateria (Cynomys) \| \| \| \| \| \| Xerospermophilus \| \| \| \| |
|  |                                                                                    |
|  | Cani della prateria (Cynomys)                                                      |
|  |                                                                                    |
|  | Xerospermophilus                                                                   |
|  |                                                                                    |

|  | Cani della prateria (Cynomys) |
|  |                               |
|  | Xerospermophilus              |
|  |                               |

|  | Citello di Franklin (Poliocitellus franklinii)                                     |
|  |                                                                                    |
|  | \| \| Cani della prateria (Cynomys) \| \| \| \| \| \| Xerospermophilus \| \| \| \| |
|  |                                                                                    |
|  | Cani della prateria (Cynomys)                                                      |
|  |                                                                                    |
|  | Xerospermophilus                                                                   |
|  |                                                                                    |

|  | Cani della prateria (Cynomys) |
|  |                               |
|  | Xerospermophilus              |
|  |                               |

|  | Citello di Franklin (Poliocitellus franklinii)                                     |
|  |                                                                                    |
|  | \| \| Cani della prateria (Cynomys) \| \| \| \| \| \| Xerospermophilus \| \| \| \| |
|  |                                                                                    |
|  | Cani della prateria (Cynomys)                                                      |
|  |                                                                                    |
|  | Xerospermophilus                                                                   |
|  |                                                                                    |

|  | Cani della prateria (Cynomys) |
|  |                               |
|  | Xerospermophilus              |
|  |                               |

|  | Citello di Franklin (Poliocitellus franklinii)                                     |
|  |                                                                                    |
|  | \| \| Cani della prateria (Cynomys) \| \| \| \| \| \| Xerospermophilus \| \| \| \| |
|  |                                                                                    |
|  | Cani della prateria (Cynomys)                                                      |
|  |                                                                                    |
|  | Xerospermophilus                                                                   |
|  |                                                                                    |

|  | Cani della prateria (Cynomys) |
|  |                               |
|  | Xerospermophilus              |
|  |                               |

|  | Citello di Franklin (Poliocitellus franklinii)                                     |
|  |                                                                                    |
|  | \| \| Cani della prateria (Cynomys) \| \| \| \| \| \| Xerospermophilus \| \| \| \| |
|  |                                                                                    |
|  | Cani della prateria (Cynomys)                                                      |
|  |                                                                                    |
|  | Xerospermophilus                                                                   |
|  |                                                                                    |

|  | Cani della prateria (Cynomys) |
|  |                               |
|  | Xerospermophilus              |
|  |                               |

|  | Citello di Franklin (Poliocitellus franklinii)                                     |
|  |                                                                                    |
|  | \| \| Cani della prateria (Cynomys) \| \| \| \| \| \| Xerospermophilus \| \| \| \| |
|  |                                                                                    |
|  | Cani della prateria (Cynomys)                                                      |
|  |                                                                                    |
|  | Xerospermophilus                                                                   |
|  |                                                                                    |

|  | Cani della prateria (Cynomys) |
|  |                               |
|  | Xerospermophilus              |
|  |                               |

|  | Citello di Franklin (Poliocitellus franklinii)                                     |
|  |                                                                                    |
|  | \| \| Cani della prateria (Cynomys) \| \| \| \| \| \| Xerospermophilus \| \| \| \| |
|  |                                                                                    |
|  | Cani della prateria (Cynomys)                                                      |
|  |                                                                                    |
|  | Xerospermophilus                                                                   |
|  |                                                                                    |

|  | Cani della prateria (Cynomys) |
|  |                               |
|  | Xerospermophilus              |
|  |                               |

|  | Citello di Franklin (Poliocitellus franklinii)                                     |
|  |                                                                                    |
|  | \| \| Cani della prateria (Cynomys) \| \| \| \| \| \| Xerospermophilus \| \| \| \| |
|  |                                                                                    |
|  | Cani della prateria (Cynomys)                                                      |
|  |                                                                                    |
|  | Xerospermophilus                                                                   |
|  |                                                                                    |

|  | Cani della prateria (Cynomys) |
|  |                               |
|  | Xerospermophilus              |
|  |                               |

|  | Citello di Franklin (Poliocitellus franklinii)                                     |
|  |                                                                                    |
|  | \| \| Cani della prateria (Cynomys) \| \| \| \| \| \| Xerospermophilus \| \| \| \| |
|  |                                                                                    |
|  | Cani della prateria (Cynomys)                                                      |
|  |                                                                                    |
|  | Xerospermophilus                                                                   |
|  |                                                                                    |

|  | Cani della prateria (Cynomys) |
|  |                               |
|  | Xerospermophilus              |
|  |                               |

|  | Citello di Franklin (Poliocitellus franklinii)                                     |
|  |                                                                                    |
|  | \| \| Cani della prateria (Cynomys) \| \| \| \| \| \| Xerospermophilus \| \| \| \| |
|  |                                                                                    |
|  | Cani della prateria (Cynomys)                                                      |
|  |                                                                                    |
|  | Xerospermophilus                                                                   |
|  |                                                                                    |

|  | Cani della prateria (Cynomys) |
|  |                               |
|  | Xerospermophilus              |
|  |                               |

|  | Citello di Franklin (Poliocitellus franklinii)                                     |
|  |                                                                                    |
|  | \| \| Cani della prateria (Cynomys) \| \| \| \| \| \| Xerospermophilus \| \| \| \| |
|  |                                                                                    |
|  | Cani della prateria (Cynomys)                                                      |
|  |                                                                                    |
|  | Xerospermophilus                                                                   |
|  |                                                                                    |

|  | Cani della prateria (Cynomys) |
|  |                               |
|  | Xerospermophilus              |
|  |                               |

|  | Citello di Franklin (Poliocitellus franklinii)                                     |
|  |                                                                                    |
|  | \| \| Cani della prateria (Cynomys) \| \| \| \| \| \| Xerospermophilus \| \| \| \| |
|  |                                                                                    |
|  | Cani della prateria (Cynomys)                                                      |
|  |                                                                                    |
|  | Xerospermophilus                                                                   |
|  |                                                                                    |

|  | Cani della prateria (Cynomys) |
|  |                               |
|  | Xerospermophilus              |
|  |                               |

|  | Notocitellus                        |
|  |                                     |
|  | Citelli antilope (Ammospermophilus) |
|  |                                     |

|  | Otospermophilus   |
|  |                   |
|  | Callospermophilus |
|  |                   |

|  | Citello di Franklin (Poliocitellus franklinii)                                     |
|  |                                                                                    |
|  | \| \| Cani della prateria (Cynomys) \| \| \| \| \| \| Xerospermophilus \| \| \| \| |
|  |                                                                                    |
|  | Cani della prateria (Cynomys)                                                      |
|  |                                                                                    |
|  | Xerospermophilus                                                                   |
|  |                                                                                    |

|  | Cani della prateria (Cynomys) |
|  |                               |
|  | Xerospermophilus              |
|  |                               |

|  | Citello di Franklin (Poliocitellus franklinii)                                     |
|  |                                                                                    |
|  | \| \| Cani della prateria (Cynomys) \| \| \| \| \| \| Xerospermophilus \| \| \| \| |
|  |                                                                                    |
|  | Cani della prateria (Cynomys)                                                      |
|  |                                                                                    |
|  | Xerospermophilus                                                                   |
|  |                                                                                    |

|  | Cani della prateria (Cynomys) |
|  |                               |
|  | Xerospermophilus              |
|  |                               |

|  | Citello di Franklin (Poliocitellus franklinii)                                     |
|  |                                                                                    |
|  | \| \| Cani della prateria (Cynomys) \| \| \| \| \| \| Xerospermophilus \| \| \| \| |
|  |                                                                                    |
|  | Cani della prateria (Cynomys)                                                      |
|  |                                                                                    |
|  | Xerospermophilus                                                                   |
|  |                                                                                    |

|  | Cani della prateria (Cynomys) |
|  |                               |
|  | Xerospermophilus              |
|  |                               |

|  | Citello di Franklin (Poliocitellus franklinii)                                     |
|  |                                                                                    |
|  | \| \| Cani della prateria (Cynomys) \| \| \| \| \| \| Xerospermophilus \| \| \| \| |
|  |                                                                                    |
|  | Cani della prateria (Cynomys)                                                      |
|  |                                                                                    |
|  | Xerospermophilus                                                                   |
|  |                                                                                    |

|  | Cani della prateria (Cynomys) |
|  |                               |
|  | Xerospermophilus              |
|  |                               |

|  | Citello di Franklin (Poliocitellus franklinii)                                     |
|  |                                                                                    |
|  | \| \| Cani della prateria (Cynomys) \| \| \| \| \| \| Xerospermophilus \| \| \| \| |
|  |                                                                                    |
|  | Cani della prateria (Cynomys)                                                      |
|  |                                                                                    |
|  | Xerospermophilus                                                                   |
|  |                                                                                    |

|  | Cani della prateria (Cynomys) |
|  |                               |
|  | Xerospermophilus              |
|  |                               |

|  | Citello di Franklin (Poliocitellus franklinii)                                     |
|  |                                                                                    |
|  | \| \| Cani della prateria (Cynomys) \| \| \| \| \| \| Xerospermophilus \| \| \| \| |
|  |                                                                                    |
|  | Cani della prateria (Cynomys)                                                      |
|  |                                                                                    |
|  | Xerospermophilus                                                                   |
|  |                                                                                    |

|  | Cani della prateria (Cynomys) |
|  |                               |
|  | Xerospermophilus              |
|  |                               |

|  | Citello di Franklin (Poliocitellus franklinii)                                     |
|  |                                                                                    |
|  | \| \| Cani della prateria (Cynomys) \| \| \| \| \| \| Xerospermophilus \| \| \| \| |
|  |                                                                                    |
|  | Cani della prateria (Cynomys)                                                      |
|  |                                                                                    |
|  | Xerospermophilus                                                                   |
|  |                                                                                    |

|  | Cani della prateria (Cynomys) |
|  |                               |
|  | Xerospermophilus              |
|  |                               |

|  | Citello di Franklin (Poliocitellus franklinii)                                     |
|  |                                                                                    |
|  | \| \| Cani della prateria (Cynomys) \| \| \| \| \| \| Xerospermophilus \| \| \| \| |
|  |                                                                                    |
|  | Cani della prateria (Cynomys)                                                      |
|  |                                                                                    |
|  | Xerospermophilus                                                                   |
|  |                                                                                    |

|  | Cani della prateria (Cynomys) |
|  |                               |
|  | Xerospermophilus              |
|  |                               |

|  | Citello di Franklin (Poliocitellus franklinii)                                     |
|  |                                                                                    |
|  | \| \| Cani della prateria (Cynomys) \| \| \| \| \| \| Xerospermophilus \| \| \| \| |
|  |                                                                                    |
|  | Cani della prateria (Cynomys)                                                      |
|  |                                                                                    |
|  | Xerospermophilus                                                                   |
|  |                                                                                    |

|  | Cani della prateria (Cynomys) |
|  |                               |
|  | Xerospermophilus              |
|  |                               |

|  | Citello di Franklin (Poliocitellus franklinii)                                     |
|  |                                                                                    |
|  | \| \| Cani della prateria (Cynomys) \| \| \| \| \| \| Xerospermophilus \| \| \| \| |
|  |                                                                                    |
|  | Cani della prateria (Cynomys)                                                      |
|  |                                                                                    |
|  | Xerospermophilus                                                                   |
|  |                                                                                    |

|  | Cani della prateria (Cynomys) |
|  |                               |
|  | Xerospermophilus              |
|  |                               |

|  | Citello di Franklin (Poliocitellus franklinii)                                     |
|  |                                                                                    |
|  | \| \| Cani della prateria (Cynomys) \| \| \| \| \| \| Xerospermophilus \| \| \| \| |
|  |                                                                                    |
|  | Cani della prateria (Cynomys)                                                      |
|  |                                                                                    |
|  | Xerospermophilus                                                                   |
|  |                                                                                    |

|  | Cani della prateria (Cynomys) |
|  |                               |
|  | Xerospermophilus              |
|  |                               |

|  | Citello di Franklin (Poliocitellus franklinii)                                     |
|  |                                                                                    |
|  | \| \| Cani della prateria (Cynomys) \| \| \| \| \| \| Xerospermophilus \| \| \| \| |
|  |                                                                                    |
|  | Cani della prateria (Cynomys)                                                      |
|  |                                                                                    |
|  | Xerospermophilus                                                                   |
|  |                                                                                    |

|  | Cani della prateria (Cynomys) |
|  |                               |
|  | Xerospermophilus              |
|  |                               |

|  | Citello di Franklin (Poliocitellus franklinii)                                     |
|  |                                                                                    |
|  | \| \| Cani della prateria (Cynomys) \| \| \| \| \| \| Xerospermophilus \| \| \| \| |
|  |                                                                                    |
|  | Cani della prateria (Cynomys)                                                      |
|  |                                                                                    |
|  | Xerospermophilus                                                                   |
|  |                                                                                    |

|  | Cani della prateria (Cynomys) |
|  |                               |
|  | Xerospermophilus              |
|  |                               |

|  | Citello di Franklin (Poliocitellus franklinii)                                     |
|  |                                                                                    |
|  | \| \| Cani della prateria (Cynomys) \| \| \| \| \| \| Xerospermophilus \| \| \| \| |
|  |                                                                                    |
|  | Cani della prateria (Cynomys)                                                      |
|  |                                                                                    |
|  | Xerospermophilus                                                                   |
|  |                                                                                    |

|  | Cani della prateria (Cynomys) |
|  |                               |
|  | Xerospermophilus              |
|  |                               |

|  | Citello di Franklin (Poliocitellus franklinii)                                     |
|  |                                                                                    |
|  | \| \| Cani della prateria (Cynomys) \| \| \| \| \| \| Xerospermophilus \| \| \| \| |
|  |                                                                                    |
|  | Cani della prateria (Cynomys)                                                      |
|  |                                                                                    |
|  | Xerospermophilus                                                                   |
|  |                                                                                    |

|  | Cani della prateria (Cynomys) |
|  |                               |
|  | Xerospermophilus              |
|  |                               |

|  | Citello di Franklin (Poliocitellus franklinii)                                     |
|  |                                                                                    |
|  | \| \| Cani della prateria (Cynomys) \| \| \| \| \| \| Xerospermophilus \| \| \| \| |
|  |                                                                                    |
|  | Cani della prateria (Cynomys)                                                      |
|  |                                                                                    |
|  | Xerospermophilus                                                                   |
|  |                                                                                    |

|  | Cani della prateria (Cynomys) |
|  |                               |
|  | Xerospermophilus              |
|  |                               |

|  | Otospermophilus   |
|  |                   |
|  | Callospermophilus |
|  |                   |

|  | Citello di Franklin (Poliocitellus franklinii)                                     |
|  |                                                                                    |
|  | \| \| Cani della prateria (Cynomys) \| \| \| \| \| \| Xerospermophilus \| \| \| \| |
|  |                                                                                    |
|  | Cani della prateria (Cynomys)                                                      |
|  |                                                                                    |
|  | Xerospermophilus                                                                   |
|  |                                                                                    |

|  | Cani della prateria (Cynomys) |
|  |                               |
|  | Xerospermophilus              |
|  |                               |

|  | Citello di Franklin (Poliocitellus franklinii)                                     |
|  |                                                                                    |
|  | \| \| Cani della prateria (Cynomys) \| \| \| \| \| \| Xerospermophilus \| \| \| \| |
|  |                                                                                    |
|  | Cani della prateria (Cynomys)                                                      |
|  |                                                                                    |
|  | Xerospermophilus                                                                   |
|  |                                                                                    |

|  | Cani della prateria (Cynomys) |
|  |                               |
|  | Xerospermophilus              |
|  |                               |

|  | Citello di Franklin (Poliocitellus franklinii)                                     |
|  |                                                                                    |
|  | \| \| Cani della prateria (Cynomys) \| \| \| \| \| \| Xerospermophilus \| \| \| \| |
|  |                                                                                    |
|  | Cani della prateria (Cynomys)                                                      |
|  |                                                                                    |
|  | Xerospermophilus                                                                   |
|  |                                                                                    |

|  | Cani della prateria (Cynomys) |
|  |                               |
|  | Xerospermophilus              |
|  |                               |

|  | Citello di Franklin (Poliocitellus franklinii)                                     |
|  |                                                                                    |
|  | \| \| Cani della prateria (Cynomys) \| \| \| \| \| \| Xerospermophilus \| \| \| \| |
|  |                                                                                    |
|  | Cani della prateria (Cynomys)                                                      |
|  |                                                                                    |
|  | Xerospermophilus                                                                   |
|  |                                                                                    |

|  | Cani della prateria (Cynomys) |
|  |                               |
|  | Xerospermophilus              |
|  |                               |

|  | Citello di Franklin (Poliocitellus franklinii)                                     |
|  |                                                                                    |
|  | \| \| Cani della prateria (Cynomys) \| \| \| \| \| \| Xerospermophilus \| \| \| \| |
|  |                                                                                    |
|  | Cani della prateria (Cynomys)                                                      |
|  |                                                                                    |
|  | Xerospermophilus                                                                   |
|  |                                                                                    |

|  | Cani della prateria (Cynomys) |
|  |                               |
|  | Xerospermophilus              |
|  |                               |

|  | Citello di Franklin (Poliocitellus franklinii)                                     |
|  |                                                                                    |
|  | \| \| Cani della prateria (Cynomys) \| \| \| \| \| \| Xerospermophilus \| \| \| \| |
|  |                                                                                    |
|  | Cani della prateria (Cynomys)                                                      |
|  |                                                                                    |
|  | Xerospermophilus                                                                   |
|  |                                                                                    |

|  | Cani della prateria (Cynomys) |
|  |                               |
|  | Xerospermophilus              |
|  |                               |

|  | Citello di Franklin (Poliocitellus franklinii)                                     |
|  |                                                                                    |
|  | \| \| Cani della prateria (Cynomys) \| \| \| \| \| \| Xerospermophilus \| \| \| \| |
|  |                                                                                    |
|  | Cani della prateria (Cynomys)                                                      |
|  |                                                                                    |
|  | Xerospermophilus                                                                   |
|  |                                                                                    |

|  | Cani della prateria (Cynomys) |
|  |                               |
|  | Xerospermophilus              |
|  |                               |

|  | Citello di Franklin (Poliocitellus franklinii)                                     |
|  |                                                                                    |
|  | \| \| Cani della prateria (Cynomys) \| \| \| \| \| \| Xerospermophilus \| \| \| \| |
|  |                                                                                    |
|  | Cani della prateria (Cynomys)                                                      |
|  |                                                                                    |
|  | Xerospermophilus                                                                   |
|  |                                                                                    |

|  | Cani della prateria (Cynomys) |
|  |                               |
|  | Xerospermophilus              |
|  |                               |

|  | Citello di Franklin (Poliocitellus franklinii)                                     |
|  |                                                                                    |
|  | \| \| Cani della prateria (Cynomys) \| \| \| \| \| \| Xerospermophilus \| \| \| \| |
|  |                                                                                    |
|  | Cani della prateria (Cynomys)                                                      |
|  |                                                                                    |
|  | Xerospermophilus                                                                   |
|  |                                                                                    |

|  | Cani della prateria (Cynomys) |
|  |                               |
|  | Xerospermophilus              |
|  |                               |

|  | Citello di Franklin (Poliocitellus franklinii)                                     |
|  |                                                                                    |
|  | \| \| Cani della prateria (Cynomys) \| \| \| \| \| \| Xerospermophilus \| \| \| \| |
|  |                                                                                    |
|  | Cani della prateria (Cynomys)                                                      |
|  |                                                                                    |
|  | Xerospermophilus                                                                   |
|  |                                                                                    |

|  | Cani della prateria (Cynomys) |
|  |                               |
|  | Xerospermophilus              |
|  |                               |

|  | Citello di Franklin (Poliocitellus franklinii)                                     |
|  |                                                                                    |
|  | \| \| Cani della prateria (Cynomys) \| \| \| \| \| \| Xerospermophilus \| \| \| \| |
|  |                                                                                    |
|  | Cani della prateria (Cynomys)                                                      |
|  |                                                                                    |
|  | Xerospermophilus                                                                   |
|  |                                                                                    |

|  | Cani della prateria (Cynomys) |
|  |                               |
|  | Xerospermophilus              |
|  |                               |

|  | Citello di Franklin (Poliocitellus franklinii)                                     |
|  |                                                                                    |
|  | \| \| Cani della prateria (Cynomys) \| \| \| \| \| \| Xerospermophilus \| \| \| \| |
|  |                                                                                    |
|  | Cani della prateria (Cynomys)                                                      |
|  |                                                                                    |
|  | Xerospermophilus                                                                   |
|  |                                                                                    |

|  | Cani della prateria (Cynomys) |
|  |                               |
|  | Xerospermophilus              |
|  |                               |

|  | Citello di Franklin (Poliocitellus franklinii)                                     |
|  |                                                                                    |
|  | \| \| Cani della prateria (Cynomys) \| \| \| \| \| \| Xerospermophilus \| \| \| \| |
|  |                                                                                    |
|  | Cani della prateria (Cynomys)                                                      |
|  |                                                                                    |
|  | Xerospermophilus                                                                   |
|  |                                                                                    |

|  | Cani della prateria (Cynomys) |
|  |                               |
|  | Xerospermophilus              |
|  |                               |

|  | Citello di Franklin (Poliocitellus franklinii)                                     |
|  |                                                                                    |
|  | \| \| Cani della prateria (Cynomys) \| \| \| \| \| \| Xerospermophilus \| \| \| \| |
|  |                                                                                    |
|  | Cani della prateria (Cynomys)                                                      |
|  |                                                                                    |
|  | Xerospermophilus                                                                   |
|  |                                                                                    |

|  | Cani della prateria (Cynomys) |
|  |                               |
|  | Xerospermophilus              |
|  |                               |

|  | Citello di Franklin (Poliocitellus franklinii)                                     |
|  |                                                                                    |
|  | \| \| Cani della prateria (Cynomys) \| \| \| \| \| \| Xerospermophilus \| \| \| \| |
|  |                                                                                    |
|  | Cani della prateria (Cynomys)                                                      |
|  |                                                                                    |
|  | Xerospermophilus                                                                   |
|  |                                                                                    |

|  | Cani della prateria (Cynomys) |
|  |                               |
|  | Xerospermophilus              |
|  |                               |

|  | Citello di Franklin (Poliocitellus franklinii)                                     |
|  |                                                                                    |
|  | \| \| Cani della prateria (Cynomys) \| \| \| \| \| \| Xerospermophilus \| \| \| \| |
|  |                                                                                    |
|  | Cani della prateria (Cynomys)                                                      |
|  |                                                                                    |
|  | Xerospermophilus                                                                   |
|  |                                                                                    |

|  | Cani della prateria (Cynomys) |
|  |                               |
|  | Xerospermophilus              |
|  |                               |

Il genere Spermophilus venne introdotto nel 1825 da Frédéric Cuvier nel suo trattato sui denti dei mammiferi (Des dents des mammifères, considérées comme caracteres zoologiques), utilizzando il citello europeo come tipo nomenclaturale; quest'ultimo era già stato descritto da Linneo nel 1766 come Mus citellus e assegnato allo stesso genere dei topi, ma venne ribattezzato dallo scienziato francese Spermophilus citellus, nome con cui è noto ancora oggi. Allo stesso tempo, erano già stati introdotti il nome generico Citellus e il nome scientifico Citellus citellus, coniati nel 1816 da Lorenz Oken nella sua opera di storia naturale Okens Lehrbuch der Naturgeschichte. Tuttavia, tutti i nomi coniati da Oken furono invalidati dalla Commissione internazionale sulla nomenclatura zoologica (ICZN) nel 1956 perché non seguivano la nomenclatura linneana. Ciò fa di Spermophilus l'unico nome generico valido.
Per molto tempo all'interno di questo genere sono state raggruppate quasi 40 specie: solo i citelli antilope (Ammospermophilus) erano stati classificati in un genere separato, a causa delle loro numerose peculiarità. Il gran numero di specie ha portato diversi autori a tentare di suddividere il genere in sottogeneri. Dopo un'approfondita indagine di biologia molecolare, tuttavia, i citelli sono stati suddivisi in otto generi distinti, corrispondenti ai precedenti sottogeneri, poiché è risultato che i gruppi formati dalle marmotte (Marmota), dai citelli antilope (Ammospermophilus) e dai cani della prateria (Cynomys) sono parafiletici, pertanto non formano un clade comune.
Dopo la revisione, solo 15 specie sono rimaste nel genere Spermophilus:
- Spermophilus alashanicus Büchner, 1888, il citello dell'Alashan, diffuso in Mongolia e Mongolia Interna;
- Spermophilus brevicauda Brandt, 1843, il citello di Brandt, diffuso nel Kazakistan sud-orientale e nell'estremità nord-occidentale della Cina;
- Spermophilus citellus (Linnaeus, 1766), il citello comune, diffuso dalla Polonia e dalla Repubblica Ceca ai Balcani e all'Ucraina occidentale;
- Spermophilus dauricus Brandt, 1844, il citello della Dauria, diffuso in Mongolia e nelle aree adiacenti di Siberia e Cina;
- Spermophilus erythrogenys Brandt, 1841, il citello dalle guance rosse, diffuso in Siberia meridionale e Mongolia;
- Spermophilus fulvus (H. Lichtenstein, 1823), il citello giallo, diffuso in Asia centrale;
- Spermophilus major (Pallas, 1779), il citello rosso, diffuso in Siberia e Mongolia;
- Spermophilus musicus Ménétries, 1832, il citello del Caucaso, diffuso in Georgia;
- Spermophilus nilkaensis Hou Lanxin e Wang Sibo, 1989, il citello del Tien Shan, diffuso nella parte orientale del Tien Shan in Kirghizistan, Kazakistan e Xinjiang occidentale, in Cina;
- Spermophilus pallidicauda Satunin, 1903, il citello pallido, diffuso in Mongolia e Cina settentrionale;
- Spermophilus pygmaeus (Pallas, 1779), il citello pigmeo, diffuso in Ucraina, Russia sud-occidentale e Kazakistan;
- Spermophilus relictus (Kashkarov, 1923), il citello relitto, diffuso nel Tien Shan in Kirghizistan, Kazakistan e Uzbekistan;
- Spermophilus suslicus (Güldenstädt, 1770), il souslik, diffuso in Polonia, Ucraina, Romania e Russia (a ovest del Volga);
- Spermophilus taurensis Gündüz, Jaarola, Tez, Yeniyurt, Polly e Searle, 2007,[7] il citello del Tauro, diffuso in Turchia;
- Spermophilus xanthoprymnus (E. T. Bennett, 1835), il citello dell'Asia Minore, diffuso nel Caucaso, in Anatolia e in Siria.

I citelli comparvero per la prima volta nel Miocene medio. Apparvero in Europa durante il Pleistocene, occupando un areale molto più ampio di quello odierno. Sono state scoperte dodici specie fossili di citello, ma non sono ancora state assegnate ai generi attualmente validi.

## Rapporti con l'uomo
Poiché i citelli possono essere portatori di rabbia o di tularemia, in alcune regioni vengono deliberatamente avvelenati. Un gran numero di esemplari viene ucciso ogni anno per la loro pelliccia. Tuttavia, ci sono anche specie di citello in pericolo di estinzione, comprese le due specie europee.